# Gary Hartstein
Gary Hartstein (Staten Island, 1955) è un medico anestesista statunitense, ex delegato medico della FIA per il mondiale di Formula 1.
Dopo essersi laureato in medicina all'Università di Rochester, Hartstein emigrò in Belgio dove iniziò a praticare la professione medica negli anni '70.  Nel 1983 ritornò a New York, dove si specializzò in anestesia presso l'Albert Einstein College of Medicine, nel Bronx.
Nel 1989 Hartstein divenne medico ufficiale del Circuito di Spa-Francorchamps, prestando servizio durante le corse automobilistiche. Durante il Gran Premio del Belgio 1990 ebbe modo per la prima volta di accompagnare come aiutante il dottor Sid Watkins, delegato medico della Formula 1, con cui strinse subito amicizia.
Nel 1997 la Federazione Internazionale dell'Automobile, su precisa richiesta del dottor Watkins, che aveva bisogno di un anestesista durante i gran premi, lo assunse a tempo pieno. Per i successivi otto anni Hartstein accompagnò Watkins a bordo della Medical Car nel corso delle gare del mondiale di Formula 1.
Nel gennaio 2005 Watkins si dimise, e fu proprio Hartstein a succedergli come delegato medico della FIA per la Formula 1; nel 2008 l'incarico di delegato medico passò a Jean-Charles Piette, ma Hartstein continuò il proprio lavoro in pista come coordinatore medico dei soccorsi (FIA F1 Medical Rescue Coordinator). Dopo il campionato mondiale di Formula 1 2012 il contratto di Hartstein non venne rinnovato dalla FIA, e il suo incarico di coordinatore medico passò al dottor Ian Roberts.
Gary Hartstein è presidente del FIA Institute's Medical Training Working Group, che si occupa del miglioramento delle prestazioni mediche durante le corse automobilistiche. Vive a Liegi, dove insegna presso la locale università.